# انتونی الدینگ
انتونی الدینگ (انگلیسی: Anthony Elding؛ زادهٔ ۱۶ آوریل ۱۹۸۲) بازیکن فوتبال اهل بریتانیا است.
از باشگاه‌هایی که در آن بازی کرده‌است می‌توان به باشگاه فوتبال بدفورد تاون، باشگاه فوتبال لیدز یونایتد، باشگاه فوتبال پرستون نورث اند، باشگاه فوتبال کرو آلکساندرا، باشگاه فوتبال استوک‌پورت کانتی، باشگاه فوتبال اسلایگو راورز، باشگاه فوتبال کورک سیتی، باشگاه فوتبال لینکولن سیتی، باشگاه فوتبال فرنتس‌واروش، باشگاه فوتبال استیونج، باشگاه فوتبال روچدیل، باشگاه فوتبال گریمزبی تاون، باشگاه فوتبال گینزبورو ترینیتی، باشگاه فوتبال بوستون یونایتد، و باشگاه فوتبال کترینگ تاون اشاره کرد.
وی همچنین در تیم ملی فوتبال England C بازی کرده‌است.